# Британсько-російські відносини
Російсько-британські відносини, а також англо-російські відносини — двосторонні відносини між Росією та Великою Британією. Формальні відносини між монаршими дворами Англії та Росії встановилися 1553 року. На початку XIX століття Російська та Британська імперії виступили союзниками проти Наполеона; проте вже в період Кримської війни (1853—1856) Велика Британія виступила проти Росії у союзі з Османською імперією, Францією та Сардинським королівством. Боротьба двох держав, що відбулася, за контроль над Центральною Азією отримала назву «Велика гра». На початку XX століття Велика Британія, Франція та Росія склали Антанту — військовий блок, який протистояв Троїстому союзу. Гострі протиріччя між країнами Антанти та Троїстого союзу відіграли першорядну роль у виникненні Першої світової війни. Після Жовтневої революції Велика Британія взяла участь у іноземній військовій інтервенції проти Радянської Росії.
Незважаючи на протиріччя, під час Другої світової війни СРСР і Велика Британія співпрацювали в рамках антигітлерівської коаліції, а після закінчення війни увійшли до співзасновників ООН. Згодом СРСР і Велика Британія під час Холодної війни (1947—1989) увійшли до двох протиборчих військово-політичних таборів — Організації Варшавського договору (ОВД) та НАТО відповідно. Після розпаду СРСР 1991 року великі російські бізнесмени протягом 1990-х років встановили міцні зв'язки з лондонськими фінансовими установами.
Дві країни протягом тривалого часу залучені в інтенсивну шпигунську діяльність одна проти одної: у 1930-1950-х роках СРСР вдавалося проникати у вищі ешелони британської розвідки та служби безпеки, у той час як Велика Британія довгий час вербувала вищих офіцерів російської та радянської 1990-ті роки, коли британські шпигуни, такі як Сергій Скрипаль, які діяли в російській розвідці, передавали докладні відомості про агентів, які діють по всій Європі. З XIX століття Англія стала відомим притулком для російських політичних емігрантів, біженців та інших заможних втікачів із російськомовних країн.
На початку XXI століття, особливо після отруєння Олександра Литвиненка у 2006 році, відносини двох країн загострилися, а з 2014 року стали набувати все більш недружнього характеру через російсько-українську війну (2014—тепер) та отруєння Сергія та Юлії Скрипаль у 2018 році. Після цього 28 країн вислали передбачуваних російських шпигунів, які діяли як дипломати. У червні 2021 року у Чорному морі стався інцидент за участю британського есмінця HMS Defender та Військово-морського флоту Росії.
Після російського вторгнення в Україну 2022 року відносини між двома ядерними державами остаточно зіпсувалися; Велика Британія запровадила економічні санкції щодо російських ЗМІ, заарештувала активи російських олігархів, відкликала своїх громадян та розірвала усі ділові зв'язки з Росією. Росія відповіла власними санкціями проти Великої Британії та звинуватила її в причетності до нападів на Севастопольську військово-морську базу, газопровід «Північний потік» та Кримський міст. Велика Британія стала одним із найбільших донорів у плані фінансової та військової допомоги Україні та першою країною в Європі, яка надала Україні бойові артилерійські системи.

## Історичний огляд

### Відносини Російського царства та Королівства Англія
Королівство Англія та Російське царство (Московія) встановили відносини в 1553 році, коли в Архангельськ у пошуках «північно-східного проходу» прибув англійський мореплавець Річард Ченслер — на той час Англією правила Марія I, а Росією — Іван Грозний. Ченслер повернувся в Англію і був відправлений назад до Москви в 1555, і в тому ж році була заснована Московська компанія. Московська компанія мала монополію на торгівлю між Англією і Росією до 1698 року.
Першим британським послом у Московії став англійський мореплавець Ентоні Дженкінсон, який в 1562 році описав свою аудієнцію у Івана IV, якого в серії листів називав «Імператором Московії» або «Його Високістю Московії». Росія та Англія були ворогами Католицької ліги у Тридцятирічній війні. Цар Олексій Михайлович був обурений стратою короля Англії Карла I в 1649, після чого вигнав з Росії всіх англійських торговців і жителів.
У 1697—1698 роках під час Великого посольства Петро I на три місяці зупинився в Англії. Він зміг покращити відносини двох країн та вивчити нові технології, особливо в галузі кораблебудування та навігації. У роки царювання Петра I англійське купецтво отримало у Росії митні пільги та ряд торгових переваг, що забезпечило сприятливий розвиток двосторонніх відносин. Хоча частина британського істеблішменту вимагала підтримки Швеції у Північній війні і кілька разів на Балтиці з'являвся британський флот, але зацікавлені у зв'язках з Росією кола за підтримки російської дипломатії у результаті перемагали.

### Відносини Російської імперії та Королівства Великої Британії
Після проголошення Російської імперії в 1721 році, Королівство Великої Британії (1707—1800), а потім і Сполучене Королівство Великої Британії та Ірландії (1801—1922) почало підтримувати все більш тісне співробітництво з Російською імперією (1721-1). З 1720-х років Петро почав запрошувати до Санкт-Петербурга британських інженерів, що призвело до створення невеликої, але комерційно впливової англо-російської купецької громади (1730—1921). Потім в 1734 був укладений Трактат про дружбу і комерцію, в 1741 — Петербурзький союзний договір, в 1742 — Московський союзний трактат. Під час серії загальноєвропейських воєн XVIII століття дві імперії виявлялися то по одну, то іншу сторони: під час Війни за австрійську спадщину (1740—1748) імперії виступали союзниками, а під час Семирічної війни — противниками (хоча безпосередньо один проти одного російські та британські війська) у цій війні не билися).
Однак після її закінчення у відносинах двох країн настав період потепління, хоч і зберігалися суттєві протиріччя, насамперед у відносинах до Османської імперії та Польщі. 20 червня (1 липня) 1766 року Росія та Англія підписали торговий договір терміном на 20 років, що загалом підтвердив режим найбільшого сприяння для британської торгівлі в Росії. Під час першої Архіпелагської експедиції російського флоту Англія надала свої бази для ремонту російських кораблів і виділила свої судна для постачання продовольством російських ескадр. Погіршення їх почалося з початком війни за незалежність британських колоній у Північній Америці, коли Катерина II відкинула особисте прохання Георга III про посилку російських військ на придушення заколоту. На британське заохочення каперства проти морської торгівлі з Америкою, яке боляче вдарило по купецьких інтересах європейських країн, Росія відповіла введенням «озброєного нейтралітету», який тепер уже боляче вдарив по Англії. Тепер відносини погіршилися настільки, що в російсько-шведській війні 1788—1790 років цілком серйозно розглядалася можливість Англії вступу у війні на боці Швеції та посилки британського фронту до Фінської затоки; Велику роль зриві цих планів зіграв російський дипломат Сергій Воронцов.
Із початком революційних воєн 1790-х у відносинах двох держав знову почалося потепління, обумовлене необхідністю боротьби проти спільного ворога. Тепер уже Катерина II після страти Людовіка XVI союз (25 травня 1793 року було підписано спільну російсько-британську конвенцію про заходи проти революційної Франції, 1794 року загін із 6 лінійних кораблів російського флоту, 4 фрегатів і трьох транспортів під прапором віце-адмірала А. Повалішина брав участь у спільних з англійцями блокадних операціях у французьких берегів, у 1795 р. сторони підписали союзний договір строком на 8 років, але прихід до влади Павла I і невдале спільне вторгнення до Нідерландів у 1799 р. поклало початок до нового охолодження відносин.
5 вересня 1800 р. Британія окупувала Мальту, тоді як імператор Росії Павло I був Великим магістром Мальтійського ордену, тобто главою держави Мальти. Як дій у відповідь 22 листопада 1800 р. Павло I видав указ про накладення секвестру на всі англійські судна у всіх російських портах (їх налічувалося до 300), а також про призупинення платежу всім англійським купцям аж до розрахунку їх за борговими зобов'язаннями в Росії, із забороною продажу англійські товари в імперії. Дипломатичні відносини перервані.
Погіршення російсько-британських відносин супроводжувалося поліпшенням відносин Росії із Наполеонівською Францією. Існували, зокрема, секретні плани спільної російсько-французької експедиції до індійських володінь Великої Британії — індійського походу 1801 року. Ці плани були в життя через вбивства імператора Росії — Павла I.
За свідченням російських та британських джерел у підготовці палацового перевороту в Росії активну участь брав англійський посол Уітворт, коханка якого Ольга Жеребцова (Зубова) була рідною сестрою братів Зубових, які взяли безпосередню участь у вбивстві Павла I.
24 березня 1801 — наступного дня після палацового перевороту та вбивства Павла I, новий імператор Олександр I скасовує заходи, вжиті проти Англії, та майнові позови проти майна англійців у Росії. Дипломатичні відносини знову відновлено. У війні третьої коаліції та у війні четвертої коаліції обидві держави виступали союзниками, але Тільзитський мир із приєднанням Росії до Континентальної блокади зробив їх ворогами.
Обидві країни воювали проти одна одну з 1807 по 1812 рік під час Російсько-англійської війни, але вторгнення Наполеона до Росії припинило ворожнечу. У 1812 році Росія та Велика Британія уклали союз проти Наполеона в Наполеонівських війнах. Із листопада 1812 по квітень 1814 російські ескадри адміралів Р. В. Кроуна і Д. Тета спільно з англійським флотом блокували в базах Північного моря французькі та голландський флоти, не допустивши їх вихід а в морі
Країни воювали з одного боку під час Грецької війни за незалежність (1821—1829).
Обидві країни прийняли Лондонську конвенцію в 1827 році, також підписану Францією, яка просила Османську імперію і Грецію припинити бойові дії проти один одного і визнавала незалежність Греції.
Британія та Росія воювали проти один одного під час Кримської війни 1853—1856 років.
Росія та Британія були суперниками наприкінці XIX століття під час Великої гри у Центральній Азії.
У Росії її XIX століття була поширена англофобія.
Країни воювали на одному боці під час повстання Їхетуанського в 1899—1901 роках.
Незважаючи на Гулльський інцидент, у 1907 році було укладено Англо-російську угоду, яка започаткувала військово-політичний блок, відомий як Антанта. Згідно з цим договором обидві країни були союзниками у Першій світовій війні проти Центральних держав.
У 1913 році Британська імперія була другим (після Німеччини) торговим партнером Росії: на неї припадало 17,6 російського експорту та 12,6 % імпорту. Велика Британія була великим інвестором у Росію, хоча за обсягом вкладень теж помітно поступалася Німеччині. Радянський дипломат Г. В. Чичерін у записці від 2 березня 1922 оцінив обсяг англійського дореволюційного акціонерного капіталу в Росії в 226 млн рублів (німецькі вкладення за його ж оцінкою склали 378 млн рублів).

### Перша Світова війна
Велика Британія сприймала свого союзника неоднозначно, з одного боку, Росія представлялася в британській громадськості як «авторитарна, реакційна та деспотична монархія», з іншого боку, у поданні багатьох це була «парова ковзанка», тобто. країна з великою кількістю людських ресурсів, яка мала розтрощити німців на Східному фронті просто через свою чисельну перевагу. Також частина інтелігенція виправдовувала союз тим, що згодом Росія демократизируется.
Росія відправила експедиційний корпус на Західний та Балканські театри військових дій Першої світової війни, де вони безпосередньо воювали разом із британцями. Зі свого боку, Велика Британія відправила допоможе Росії на Східний фронт бронеавтомобільний дивізіон. Росія, разом із Францією та Японією, придушила повстання у Британському Сінгапурі.

## Відносини СРСР та Великої Британії
Після Жовтневої перевороту Велика Британія брала безпосередню участь у інтервенції союзників у Росію, британці підтримували Білий рух, але програли.
16 березня 1921 — укладення Радянсько-англійської торгової угоди. 1923 — загострення відносин, ультиматум Керзона.
Велика Британія офіційно визнала СРСР державою 1 лютого 1924 року. До початку Другої світової війни відносини були хиткими, посилені так званим «листом Зінов'єва», який пізніше виявився фальшивкою.
У 1927 року після обшуку в радянсько-англійське торговому товаристві «АРКОС» і розриву дипломатичних відносин між СРСР і Великою Британією, населення СРСР очікувало швидкого початку війни. У другій половині 1920-х років Велика Британія розцінювалася радянською військовою розвідкою як головний військовий противник СРСР, який, однак, з економічних і політичних причин може піти на розв'язання війни проти СРСР лише на чолі широкої коаліції з прикордонних у СРСР держав; втім, безпосередньої військової загрози найближчим часом з її боку СРСР тоді не бачили.
1938 року кілька західних держав, включаючи Велику Британію, підписали Мюнхенську угоду з нацистською Німеччиною. СРСР не погодився із цим пактом і не визнав приєднання Судетської області до нацистської Німеччини.
Думка Радянського Союзу не було прийнято до уваги, і після невдалих англо-франко-радянських переговорів СРСР підписав Договір про ненапад між нацистською Німеччиною та Радянським Союзом. Велика Британія почала надавати військову допомогу Фінляндії під час Радянсько-фінської війни 1939—1940 років.
Британський плакат 1941 року (містить цілу низку мовних помилок).
1941 року, проводячи операцію «Барбаросса», нацистська Німеччина атакувала СРСР. СРСР вступив до антигітлерівської коаліції, частиною якої була Велика Британія, з метою боротьби з країнами нацистського блоку. Спільне англо-радянське вторгнення до Ірану запобігло захопленню нафтових резервів Ірану гітлерівськими військами. Арктичні конвої здійснювали військові перевезення між СРСР та Великою Британією під час війни.
«Комунізм при Сталіні завоював оплески та захоплення всіх західних націй. Комунізм за Сталіна дав нам приклади патріотизму рівні найкращим в анналах історії. Комунізм при Сталіні виростив найкращих генералів у світі. Гоніння на християнство? Це не так. Немає жодних релігійних переслідувань. Двері Церкви відчинені. Расові переслідування меншин? Цілком ні. Євреї живуть, як усі. Політичні репресії? Звісно. Але тепер ясно, що ті, хто був розстріляний, зрадили б Росію її німецьким ворогам».
Оригінальний текст (англ.) - Лорд Бівербрук, 1942
Військове керівництво Великої Британії планувало спільні з СРСР на Близькому Сході і проти Японії.Відносини погіршилися під час холодної війни, шпигунство було широко поширене між двома державами. Спільний англо-американський проект «Венона» (англ. Venona project), був заснований в 1942 для криптоаналізу повідомлень радянської розвідки. У 1959 року було підписано новий радянсько-британський договір торговле. 4 квітня 1949 року Велика Британія вступила до військово-політичного блоку НАТО. У 1963 році в Англії Кім Філбі був розкритий як член шпигунського осередку «Кембриджська п'ятірка». У 1971 році англійський уряд Едварда Гіта одночасно вислав з Великої Британії 105 радянських дипломатів, звинувативши їх у шпигунстві. КДБ причетне до вбивства Георгія Маркова 1978 року в Лондоні. Офіцер ГРУ Володимир Резун (Віктор Суворов) утік до Великої Британії 1978 року. Полковник КДБ Олег Гордієвський утік до Лондона 1985 року. У вересні 1985 року з подачі Гордіївського уряд Маргарет Тетчер вислало з країни 31 агента КДБ і ГРУ, який працював під дипломатичним прикриттям, у відповідь СРСР вислав 25 британських дипломатів — найбільша з 1971 взаємна висилка з Великої Британії та СРСР. Маргарет Тетчер в уніссоні з Рональдом Рейганом практикувала жорстку антикомуністичну політику у 1980-х роках, що було протилежністю політики розрядки міжнародної напруженості 1970-х років. Відносини потеплішали після приходу до влади Михайла Горбачова у 1985 році.

## Відносини Російської Федерації та Великої Британії
Після розпаду СРСР відносини між Великою Британією та Російською Федерацією помітно покращали.

### Військова співпраця
З 1995 року Лондон фінансував діяльність центрів перенавчання військових, що звільняються з армії у Москві, Санкт-Петербурзі, Нижньому Новгороді, Новосибірську, Ростові-на-Дону, Самарі, Єкатеринбурзі, Владивостоці за спеціальностями оподаткування, аудит, малий бізнес та телекомунікації. До середини 2003 року перепідготовлено понад 17,5 тис. офіцерів, сумарні витрати за 1995—2003 роки становили 11 млн £.У серпні 2005 року за допомогою британського апарату «Скорпіон» вдалося підняти на воду затонулий батискаф ВМФ Росії, російський екіпаж був врятований. Значний внесок Велика Британія зробила у знищення російського ядерного арсеналу: Лондон на безоплатній основі надав 250 спеціальних контейнерів та 20 автомобілів для транспортування ядерних боєголовок на загальну суму 35 млн £. Також було виділено 2 млн £ для розміщення відпрацьованого ядерного палива в Андрєєвій губі, колишньому майданчику для відходів ядерних матеріалів Російського ВМФ; 11,5 млн £ на демонтаж двох атомних підводних човнів; 100 тис. £ для розробки технічних флотаційних рішень щодо транспортування та розміщення атомних підводних човнів, виведених з експлуатації (фінансованих спільно з США та Норвегією в рамках програми «Арктична військова екологічна співпраця»); 10 млн £ — внесок по лінії Євросоюзу для фінансування подальших екологічних проектів у північно-західній Росії. Крім того, уряд Великої Британії виділив 5 млн £ на сприяння програмі ядерної безпеки, що включає 26 проектів, спрямованих на засвоєння західних стандартів безпеки та регулювання. Лондон також профінансував будівництво заводу зі знищення хімічної зброї у Щучому. У 2013 році Велика Британія надала Росії ліцензії на виробництво в РФ снайперських гвинтівок, патронів і деталей для літаків і гелікоптерів на суму 133 млн $ (проте навесні 2014 року всі контракти були відкликані або заморожені на невизначений термін).16 серпня The Guardian з посиланням на Міністерство оборони Росії повідомив про те, що днем раніше винищувач МіГ-31 витіснив розвідувальний літак RC-135, який перетнув російський кордон у районі мису Святий Ніс між Баренцевим та Білим морями. Відзначено, що Велика Британія повідомляла про майбутній політ. Представник Великої Британії заявив, що літак ВПС Росії «здійснив небезпечне зближення» і відзначив професіоналізм власних пілотів.

### Боротьба з тероризмом
З 2001 року боротьба з тероризмом стала значним напрямом двостороннього співробітництва Росії та Великої Британії: у грудні 2001 р. було засновано російсько-британську Спільну робочу групу з міжнародного тероризму з метою поглиблення взаємодії на практичних напрямках. 5 жовтня 2005 р. у Лондоні президент Росії В. Путін та прем'єр-міністр Великої Британії Т. Блер відвідали урядовий центр кризового управління «КОБР», обговоривши питання двостороннього та міжнародного антитерористичного співробітництва.

### Освітні програми
З весни 2014 року британська приватна освіта починає втрачати свою привабливість для росіян на тлі погіршення відносин між Москвою та Лондоном. За даними газети Дейлі телеграф з посиланням на Раду незалежних шкіл, кількість учнів з Росії в британських приватних школах зменшилася за два роки з 2795 осіб (у 2014/2015 навчальному році) до 1699 осіб (у 2017/2018 навчальному році), що означає спад на 40 %. Сама Рада не наводить пояснення цьому факту. У той же час, як зазначає газета Ґардіан, середня вартість навчання в елітних навчальних закладах Великої Британії у 2018 році вперше піднялася до £17 тис. на рік (близько $24 тис.), а вартість навчального року у престижній школі-інтернаті досягла £33. тис. (близько $46 тис.). Діти, які часто приїхали з Росії, опиняються в «недружньому середовищі». Крім того, Велика Британія, на відміну від низки інших європейських країн, заблокувала укладання угоди з Російською Федерацією про взаємне визнання документів про середню і вищу освіту.

### Криза офіційних взаємин
Приблизно із середини 2000-х р.р. у зв'язку з низкою гучних скандалів відбувається охолодження офіційних взаємин двох держав. Крім того, у 2003 році Росія, Франція та Німеччина активно виступали проти військового вторгнення США та Великої Британії до Іраку під приводом боротьби з хімічною зброєю, якої у Саддама Хуссейна на той момент уже не було.
Зустрівшись з Володимиром Путіним на конференції з Лівії у Берліні 19 січня 2020 року, Борис Джонсон сказав російському президентові, що «жодної нормалізації двосторонніх відносин нічого очікувати, поки Росія припинить свою дестабілізуючу діяльність, яка загрожує Британії та її союзникам».
У день оголошення про відставку Бориса Джонсона прес-секретар Володимира Путіна Дмитро Пєсков заявив, що «він дуже нас не любить, ми його теж».
Відставку прем'єр-міністра Ліз Трасс, яка відзначилася найкоротшим терміном перебування на цій посаді, привітав МЗС РФ, в особі свого офіційного представника Марії Захарової, яка повідомила, що такої ганьби Британія ще не знала. «Запам'ятаються каска на танку, катастрофічна безграмотність і похорон королеви відразу після аудієнції з Ліз Трасс» — завила вона. Агентство Reuters припустило, що під неписьменністю Захарова мала на увазі ситуацію, коли Трас на зустрічі з Сергієм Лавровим переплутала російський регіон з українською, що викликало глузування з боку російського дипломата і в ток-шоу на державному телебаченні.

#### Справа Березовського
У 2003 році Росія запросила екстрадицію Бориса Березовського та кількох діячів самопроголошеної Ічкерії, яких російська влада звинувачувала в причетності до тероризму. Велика Британія відповіла відмовою.
У березні 2006 року представник Генпрокуратури РФ заявив про порушення кримінальної справи стосовно Бориса Березовського, який проживає у Великій Британії. Справа була порушена за ст. 278 Кримінального кодексу («дії, спрямовані на насильницьке захоплення влади або насильницьке утримання влади порушуючи Конституцію <…> і спрямовані на насильницьку зміну конституційного ладу»), за якою Березовському загрожувало покарання строком від 12 до 20 років позбавлення волі. Пізніше суд заочно дав санкцію на арешт обвинуваченого і його оголосили у міжнародний розшук.

#### Справа Закаєва
У листопаді 2003 року суд у Лондоні відмовив Росії в екстрадиції Закаєва за звинуваченням у тероризмі, а пізніше йому було надано політичний притулок у Великій Британії. У липні 2006 року Генеральна прокуратура РФ порушила нову кримінальну справу проти представника ЧРІ Ахмеда Закаєва, який переховується в Лондоні, який звинувачувався в розпалюванні національної ворожнечі і тероризмі. Британська влада, однак, заявила, що питання екстрадиції вирішуються виключно судом.

#### Шпигунсько-дипломатичний скандал
21 січня 2006 року телеканал «Росія» показав документальний фільм «Шпигуни», підготовлений за матеріалами оперативної зйомки ФСБ, який викриває діяльність чотирьох співробітників британської Таємної служби розвідки, які працюють під дипломатичним прикриттям у посольстві Великої Британії в Москві. Наступного дня усі інформаційні програми головних телеканалів Росії зробили сюжет про скандал навколо фільму однієї зі своїх головних новин. Те, що трапилося, порушило традиційну практику — іноземних дипломатів ніколи ще не називали шпигунами в ефірі російських телеканалів. Зазвичай у разі розкриття іноземних розвідників їм дипломатичними каналами пропонується залишити країну. При цьому було абсолютно очевидно, що на висилку британських розвідників із Росії Велика Британія мала б відповісти висилкою того самого числа російських розвідників. Британія, традиційно, відкинула всі звинувачення у шпигунстві, проте спіймані шпигуни були відкликані до Великої Британії за кілька місяців.

#### Боротьба з НКО
Багато західних оглядачів заявляли, що шпигунсько-дипломатичний скандал мав не лише зовнішні, а й внутрішньополітичні цілі — він був на спрямований на дискредитацію російських некомерційних громадських організацій (НКО), багато з яких фінансувалися спецслужбами західних країн.
Одним із звинувачень на адресу британських дипломатів стало фінансування ними статутної діяльності неурядових організацій Росії. МЗС Великої Британії негайно відкинуло «всі підозри в неправомірній діяльності, пов'язаної з російськими неурядовими організаціями» і заявило, що дійсно допомагає здійснювати проекти в галузі прав людини та підтримки громадянського суспільства в Росії через неурядові організації, проте робить це відкрито.
Вперше тему використання НКО в політичних цілях президент Володимир Путін висловив 26 травня 2004 року в посланні до Федеральних зборів, заявивши, що багато з них, замість допомоги людям, зайняті виключно отриманням закордонного фінансування та обслуговуванням «сумнівних групових та комерційних інтересів».
Наприкінці 2005 року це ставлення вилилося у ухвалення Держдумою закону про некомерційні організації, що негайно викликало хвилю критики на Заході (див. також Росія та Рада Європи).

#### Британська рада
У червні 2004 року Федеральна служба з економічних та податкових злочинів МВС пред'явила претензії до діяльності Британської ради. Після особистої зустрічі російського президента Володимира Путіна та британського прем'єр-міністра Тоні Блера, а також припинення більшості програм Британської ради в Росії, претензії було знято. Однак на початку 2006 року їх було відновлено — прокуратура Санкт-Петербурга відновила розслідування раніше зупиненої кримінальної справи про незаконне підприємництво місцевого відділення Британської ради (платні курси англійської мови).
У грудні 2006 року діяльність Британської ради в Росії була припинена на кілька тижнів. Незабаром після цього російським високопосадовцям було «рекомендовано» поспішно утриматися від участі в Лондонському економічному форумі. Наприкінці березня 2007 року в Огляді зовнішньої політики МЗС РФ Велика Британія не тільки не була названа в ряді «провідних держав Європи», а й була охарактеризована як «непростий партнер», перспективи відносин з яким, на думку МЗС РФ, залежатимуть від позицій Великої Британії щодо питання про «нових політемігрантів».

#### Справа Скрипаля
15 грудня 2004 року ФСБ Росії заарештувала полковника Головного розвідувального управління Збройних Сил Російської Федерації Сергія Скрипаля за звинуваченням у співпраці з розвідкою Великої Британії. У ході розслідування кримінальної справи, порушеної за ст. 275 КК РФ («Державна зрада»), з'ясувалося, що Скрипаль був завербований МІ-6 у 1995 році під час службового відрядження до Іспанії, де Скрипаль працював військовим аташе посольства Росії. Після повернення до Москви Скрипаль керував управлінням кадрів ГРУ і через цю обставину добре знав особи російських військових розвідників, які працювали під прикриттям у різних країнах. За надання інформації про них британським спецслужбам Скрипаль отримував грошову винагороду в іноземній валюті (за 9 років співпраці на його рахунок було переведено понад 100 тисяч доларів).9 серпня 2006 року Московський окружний військовий суд засудив колишнього полковника на 13 років колонії суворого режиму. З липня 2010 року, після помилування та обміну шпигунами між Росією та США, Скрипаль із дружиною та дітьми проживав у Великій Британії, у містечку Солсбері.

#### Смерть Олександра Литвиненка
Незабаром після вступу Гордона Брауна на посаду прем'єр-міністра Великої Британії (2007) відбулося різке погіршення російсько-британських дипломатичних відносин — британська влада вислала чотирьох російських дипломатів і запровадила візові обмеження для російських чиновників, Росія відповіла аналогічними заходами. Наприкінці 2007 року російська влада видала постанову про закриття відділень Британської ради в Санкт-Петербурзі та Єкатеринбурзі, звинувативши їх у порушенні російського та міжнародного законодавства.
Перші кроки до такого повороту подій були зроблені ще за попередника Г. Брауна — Тоні Блер. У травні 2007 року Велика Британія вимагає екстрадиції російського бізнесмена Андрія Лугового, підозрюваного у вбивстві колишнього співробітника ФСБ Олександра Литвиненка, Росія в екстрадиції відмовила.

#### Нові загрози безпеці
З 2007 року Росія знову розпочала дальнє патрулювання з використанням бомбардувальників Ту-95. Маршрути патрулювання неодноразово проходили поблизу повітряного простору Великої Британії, де їх супроводжували британські винищувачі.
У липні 2008 року спецслужби Великої Британії визнали Росію третьою загрозою для країни після терористичної організації Аль-Каїда та Ірану.
Розділи щорічних доповідей МЗС Великої Британії про права людини в 2009—2012 роках присвячені Росії. неодноразово викликали критику МЗС РФ.
2015 рік. У новій редакції стратегії безпеки Великої Британії Росія включена до списку першочергових загроз. За повідомленням газети Times, включення Росії до списку погроз першого рівня — це реакція на збільшення контингенту в Калінінградській області, на польоти стратегічних бомбардувальників вздовж кордонів країн НАТО та багато інших кроків.

#### Замах на Сергія Скрипаля
2018 рік. І без того погані стосунки двох країн опинилися у глибокій кризі навесні 2018 року, після спроби отруєння колишнього співробітника ГРУ Сергія Скрипаля на території Сполученого королівства 4 березня 2018 року. У середині березня Велика Британія запровадила низку антиросійських санкцій «у справі Скрипаля» і вислала 23 співробітники російського посольства в Лондоні, при цьому звинувативши їх у створенні якоїсь шпигунської організації. У відповідь Росія вислала 23 дипломатичних співробітника посольства Великої Британії в Москві, заявила про закриття Британської ради в Росії «у зв'язку з неврегульованістю його діяльності» і відкликала згоду на відкриття генконсульства Великої Британії в Санкт-Петербурзі. Міністр закордонних справ Великої Британії Борис Джонсон у своїй риториці порівняв правлячий режим Путіна з Німеччиною часів Адольфа Гітлера, закликавши бойкотувати чемпіонат світу з футболу, який відбудеться влітку в Росії.

#### Справа Сергія Магнітського
6 липня 2020 року Велика Британія запровадила санкції проти 25 росіян у рамках британської версії так званого «закону Магнітського».
У списку росіян, які потрапили під санкції:
- Олександр Бастрикін — голова Слідчого комітету Росії;
- Віктор Гринь — заступник генерального прокурора РФ;
- Олексій Анічин — заступник голови МВС РФ;
- Олексій Криворучко — суддя, який продовжував арешт Сергію Магнітському;
- Дмитро Кратов — колишній заступник начальника СІЗО «Бутирка»;
- Олексій Анічин — колишній начальник слідчого комітету при МВС;
- Олег Сільченко — керував слідчою групою у справі Магнітського;
- Геннадій Карлов — колишній начальник відділу СКР при МВС;
- Наталія Виноградова — заступник начальника відділу;
- Фікрет Тагієв — начальник «Матроської Тиші»;
- Іван Прокопенко — колишній начальник СІЗО-1 та заступник начальника оперативного управління ФСВП.
- Конфлікт в Україні — 2022

29 жовтня 2022 року Міністерство оборони Росії звинуватило Велику Британію у причетності до вибухів на газопроводі «Північний потік» та допомоги Україні в її атаці безпілотників на Чорноморський флот Росії. Представники Великої Британії назвали звинувачення хибними [36].

### Виноски
1. Рязанов Д. Б. Англо-русские отношения в оценке К. Маркса Архивная копия от 11 февраля 2018 на Wayback Machine. Изд. Петроград. Совета Рабочих и Красноарм. Депутатов, [Пг.], 1918.
2. ↑ Козин В. От Ивана IV и Эдуарда VI измеряются 450 лет дипотношений двух стран Архивная копия от 16 апреля 2022 на Wayback Machine // Международная жизнь, 2003, № 1. — С. 88-96. (недоступная ссылка с 19-09-2017 [1901 день])
3. ↑ Перейти обратно:1 2 3 Гребенщикова Г. А. Россия и Англия в конце XVIII — начале XIX века: от союза к войне. // Военно-исторический журнал. — 2020. — № 9. — С.27—39.
4. ↑ Гребенщикова Г. А. Вооружённый нейтралитет Екатерины II: причины и следствия. // Военно-исторический журнал. — 2007. — № 4. — С.26-29.
5. ↑ Гребенщикова Г. А. Россия и Англия в начале XIX века: от войны к союзу. // Военно-исторический журнал. — 2020. — № 10. — С.4—14.
6. ↑ Большая Европа. Идеи, реальность, перспективы / Под общ. ред. А.а. Громыко и В. П. Федорова. — М.: Весь мир, 2014. — С. 256. Режим доступа: http://www.ieras.ru/pub/monografii/bigeu.pdf Архивная копия от 24 сентября 2015 на Wayback Machine
7. ↑ Швецов А. А. Луис Фишер и советско-американские отношения первой половины XX века. Диссертация на соискание ученой степени кандидата исторических наук. — СПб., 2015. — С. 32 — 33. Режим доступа: https://disser.spbu.ru/disser/dissertatsii-dopushchennye-k-zashchite-i-svedeniya-o- (недоступная ссылка) zashchite/details/12/746.html
8. ↑ Даниил Павлович Адамов. Образ союзника: Россия глазами британской общественности в годы Первой мировой войны // Уральский исторический вестник. — 2014. — Вып. 1. — С. 53–58.
9. ↑ РУССКИЙ БРОНЕАВТОМОБИЛЬНЫЙ ДИВИЗИОН КОРОЛЕВСКОЙ МОРСКОЙ АВИАЦИОННОЙ СЛУЖБЫ. www.mke.su. Дата обращения: 23 мая 2022.
10. ↑ ВИФ2 NE. Дата обращения: 8 марта 2013. Архивировано из оригинала 10 марта 2013 года.
11. ↑ Арцыбашев В. А. Оценка советской военной разведкой международной обстановки во второй половине 1920-х годов. // Военно-исторический журнал. — 2011. — № 6. — С.36-46.
12. ↑ Соглашение между Германией, Великобританией, Францией и Италией. Дата обращения: 11 ноября 2002. Архивировано 11 ноября 2002 года.
13. ↑ Sergei Kudryashov. Stalin and the Allies: Who Deceived Whom? Архивная копия от 30 января 2009 на Wayback Machine
14. ↑ «Секретно», «совершенно секретно и лично». Дата обращения: 14 сентября 2021. Архивировано 14 сентября 2021 года.
15. ↑ Годованюк К. А. Россия во внешнеполитической стратегии Великобритании на современном этапе. (Диссертация) Архивная копия от 22 июля 2015 на Wayback Machine — М.: Институт Европы РАН, 2015. — С. 91.
16. ↑ Шпион Её Величества. Дата обращения: 23 апреля 2013. Архивировано из оригинала 19 октября 2014 года.
17. ↑ http://www.ieras.ru/diss/kg/d1.pdf Архивная копия от 22 июля 2015 на Wayback Machine С. 181—182.
18. ↑ Associated Press in Moscow. Russia warns Britain against planned spy plane overflight (англ.). the Guardian (16 августа 2022). Дата обращения: 18 августа 2022.
19. ↑ Британское частное образование теряет привлекательность для россиян Архивная копия от 28 апреля 2018 на Wayback Machine ТАСС, 27 апреля 2018 года
20. ↑ День брексита: Британия наконец выходит из ЕС. Что теперь? Архивная копия от 2 февраля 2020 на Wayback Machine, BBC, 31.12.2019
21. ↑ Песков на сообщения об уходе Джонсона заявил, что «мы его тоже не любим». РБК. Дата обращения: 8 июля 2022. Архивировано 7 июля 2022 года.
22. ↑ Reuters. Russia says outgoing PM Truss was a 'catastrophically illiterate' disgrace, Reuters (20 октября 2022). Дата обращения: 21 октября 2022.
23. ↑ Захарова: Трасс запомнится катастрофической безграмотностью. Ведомости. Дата обращения: 21 октября 2022.
24. ↑ BBC Media Player (недоступная ссылка) (англ.)
25. ↑ Russia's Bear bomber returns Архивная копия от 12 февраля 2008 на Wayback Machine // BBC News (англ.)
26. ↑ Политика РФ. Архивировано 20 мая 2011 года.
27. ↑ Комментарий Департамента информации и печати МИД России в связи с публикацией доклада МИД Великобритании о соблюдении прав человека в мире в 2008 году Архивная копия от 11 октября 2013 на Wayback Machine 2009
28. ↑ О ежегодном докладе МИД Великобритании «Права человека и демократия — 2010» Архивная копия от 16 апреля 2022 на Wayback Machine // МИД России, 2011.
29. ↑ Комментарий Уполномоченного МИД России по вопросам прав человека, демократии и верховенства права К. К. Долгова в связи с обнародованием МИД Великобритании «Доклада о состоянии демократии и прав человека в 2011 году» (2012)
30. ↑ Россия вошла в список главных угроз для Британии Архивная копия от 22 сентября 2017 на Wayback Machine // Би-Би-Си, 9 ноября 2015.
31. ↑ [1]Архивная копия от 17 марта 2018 на Wayback Machine «Россия оставляет за собой право принятия других ответных мер». РФ объявила о высылке 23 дипломатов и закрытии Британского совета в ответ на санкции по «делу Скрипаля» / kommersant.ru
32. ↑ Великобритания ввела санкции против 25 россиян. www.kommersant.ru (6 июля 2020). Дата обращения: 6 июля 2020. Архивировано 6 июля 2020 года.
33. ↑ Россия может ответить на «враждебность Британии», Архивная копия от 8 июля 2020 на Wayback Machine, BBC, 7.07.2020
34. ↑ The UK sanctions list. Дата обращения: 7 июля 2020. Архивировано 7 июля 2020 года.
35. ↑ UK slams Russian claim British Navy had part in Nord Stream blasts (англ.). POLITICO (29 октября 2022). Дата обращения: 5 ноября 2022.